# Апіологія
Апіологія (від лат. apis «бджола» і дав.-гр. λόγος — логос) — наука, що вивчає  медоносних бджіл.

## Подібні терміни
- Апідологія (Apidology) — варіант написання апіологіі, поширений головним чином в Європі, іноді розуміється в більш широкому сенсі, як наука про всіх бджіл.
- Апікологія (Apicology) — екологія  медоносних бджіл.
- Меліттологія (Melittology) — наука про  бджоли (крім медоносної бджоли, відомо понад 17000 видів бджіл).

## Історія
Бджоли привертали до себе інтерес людини з глибокої давнини. В античності про них писали Аристотель, Пліній і Вергілій.
Становлення апіології як науки відносять до XVII ст., коли голландський натураліст мікроскопіст-анатом  Я. Сваммердам поклав початок вивченню медоносних бджіл. Саме він встановив, що бджоломатка є самкою. У XVIII столітті дослідженням бджіл займався французький учений  Р. А. Реомюр. Дослідження Сваммердама і Реомюра продовжив швейцарський натураліст  Ф. Юбер, книга якого «Новітні спостереження над бджолами» на багато років стала основним посібником з біології бджіл. У XIX ст. серед дослідників бджіл особливо виділяються польський бджоляр Ян Дзержона і американський бджоляр  Л. Л. Лангстрот.
У Російській імперії першим апіологом називають  П. І. Ричкова.

## Інститути
Національний науковий центр Інститут бджільництва ім. П. І. Прокоповича.

## Організації
- Україна є членом міжнародних організацій пасічників — АПІМОНДІЇ та АПІСЛАВІЇ.
- Міжнародна організація бджолярів «Апімондія» («Apimondia» [Архівовано 18 жовтня 2013 у Wayback Machine.], International Federation of Beekeepers'Associations, заснована в 1897), що проводить симпозіуми, конгреси, виставки. Україна — член «Апімондії» з 1945.
- Суспільство бджіл, ос і мурах — BWARS [Архівовано 9 жовтня 2011 у Wayback Machine.]

## Список найвідоміших апіологів (апідологів)
Серед ентомологів, які описали найбільше число нових видів бджіл: Cockerell (3275),  Friese (1305), Smith (942), Timberlake (848), Vachal (547), Warncke (521), Morawitz (520), Cresson (433), Michener (387),  Lepeletier (164), Fabricius (134), Radoszkowski (117), Osytshnjuk (74).
- Прокопович Петро Іванович (1775—1850), український бджоляр
- Карл Фріш (1886—1982), Нобелівський лауреат
- Алпатов Володимир Володимирович (1898—1979), автор методики біометричного вивчення екстер'єрних особливостей порід бджіл, почесний член  Апімондії.
- Кожевніков Григорій Олександрович (1866—1933) — радянський зоолог.
- Мочалкін Федір Семенович (1841—1910) — організатор першої в Росії школи бджолярів, головний організатор усіх виставок по бджільництву в Росії XIX століття.

## Журнали
- Інститут бджолярства видає міжвідомчий тематичний науковий збірник «Бджільництво», є співзасновником журналу «Український пасічник», активно співпрацює з журналом «Пасіка».
- «Apiacta» [Архівовано 27 грудня 2010 у Wayback Machine.] (орган «Apimondia», з 1966), США
- «American Bee Journal» (з 1861), США
- «Apidologie», (з 1958)  [Архівовано 21 липня 2015 у Wayback Machine.]
- «Gleanings in Bee Culture», (з 1872), США.
- «Пчеловодство» [Архівовано 8 серпня 2017 у Wayback Machine.], Росія